# Velký Radechov
Přírodní památka Velký Radechov byla vyhlášena v roce 1999 a nachází se u obce Dolní Krupá v okrese Mladá Boleslav v horních partiích neovulkanického vrchu Radechov. Chráněné území je v péči Krajského úřadu Středočeského kraje.

## Popis oblasti
Prostor byl do počátku 90. let vojenským újezdem, předtím byl využíván jako honitba. Botanická inventarizace zjistila 82 druhů rostlin např. řebříček obecný (Achillea millefolium), tomka vonná (Anthoxanthum odoratum), huseníček rolní (Arabidopsis thaliana), papratka samičí (Athyrium filix-femina) a další. Při zoologické inventarizaci bylo zjištěno 8 druhů střevlíkovitých brouků, 7 druhů pavouků a 21 druhů motýlů, např. otakárek fenyklový (Papilio machaon), soumračník jitrocelový (Carterocephalus palaemon), babočka kopřivová (Aglais urticae) a další. Z obojživelníků byl zjištěn čolek horský (Ichthyosaura alpestris) a čolek obecný (Lissotriton vulgaris), skokan štíhlý (Rana dalmatina) a skokan hnědý (Rana temporaria), z plazů ještěrka obecná (Lacerta agilis Linnaeus) a slepýš křehký (Anguis fragilis), ze savců rejsek obecný (Sorex araneus), norník rudý (Myodes glareolus), myšice lesní (Apodemus flavicollis) a prase divoké (Sus scrofa). V oblasti bylo prokázáno 24 druhů ptáků včetně silně ohroženého holuba doupňáka (Columba oenas).